# Seututie 357
Pour les articles homonymes, voir Route 357.
La route régionale 357 (finnois : Seututie 357) est une route régionale allant du quartier de Helilä à Kotka jusqu'à Anjala à Kouvola en Finlande,,.

## Présentation
La seututie 357 est une route régionale de la vallée de la Kymi.
Elle sert en partie de route parallèle à la route nationale 15.
La route part de la sortie 77 de la route nationale 7 et se termine a Anjala en croisant la seututie 354.
La route 357 donne accès à l'aérodrome de Kymi. 
Le pont de Susikoski enjambe le Kymijoki entre Huruksela et Anjala.